# Arbouet-Sussaute
Arbouet-Sussaute is een gemeente in het Franse departement Pyrénées-Atlantiques (regio Nouvelle-Aquitaine) en telt 242 inwoners (2005). De plaats maakt deel uit van het arrondissement Bayonne.

## Geografie
De oppervlakte van Arbouet-Sussaute bedraagt 14,8 km², de bevolkingsdichtheid is 16,4 inwoners per km².
De onderstaande kaart toont de ligging van Arbouet-Sussaute met de belangrijkste infrastructuur en aangrenzende gemeenten.

## Demografie
Onderstaande figuur toont het verloop van het inwonertal (bron: INSEE-tellingen).